# Градница (област Добрич)
 За другото българско село с име Градница вижте Градница (Област Габрово).  
Градница е село в Североизточна България в община Тервел, област Добрич. Името на селото до 1942 година е Пирли кьой.

## Население
Преброяване на населението през 2011 г.
Численост и дял на етническите групи според преброяването на населението през 2011 г.:
|                     | Численост | Дял (в %) |
| Общо                | 354       | 100,00    |
| Българи             | 8         | 2,25      |
| Турци               | 344       | 97,17     |
| Цигани              | 0         | 0,00      |
| Други               | 0         | 0,00      |
| Не се самоопределят | 0         | 0,00      |
| Неотговорили        | 0         | 0,00      |

## Религии
Ислям.